# Olivier Le May
Olivier Le May, né à Valenciennes le 26 mai 1734 et mort à Paris en 1797, est un peintre et graveur français.

## Biographie
Né à Valenciennes dans la paroisse Saint-Nicolas, il suit les cours de dessins à l'Académie de Valenciennes. Vers 1754, il quitte cette ville pour rejoindre Paris. 
Il est l'ami de Louis Joseph Watteau (1731-1798), qui le présente au sculpteur valenciennois Jacques Saly (1717-1776), homme dévoué pour ses compatriotes, lequel le recommande à Philippe-Jacques de Loutherbourg (1740-1812), avec lequel Le May tissera des liens d'amitiés à partir de 1755. Il s'inspire des maîtres hollandais, dont Nicolaes Berchem (1628-1683) et Karel Dujardin (1622-1678), qu'il étudie dans les galeries parisiennes lors de ses moments libres.
Selon Édouard Fromentin, il se serait rendu en Italie vers 1770. Il participe à l'illustration du Voyage pittoresque de la France de Jean-Benjamin de Laborde avec des dessins gravés en 1784 par François Denis Née (1732-1817). Il voyage beaucoup, au bord de mer, en Hollande, et par deux fois en Amérique.
Il offre deux tableaux à sa ville natale à l'occasion de sa réception à l'Académie royale de peinture et de sculpture en 1785. Il habita plusieurs fois à Bruxelles et revint en France sur la fin de sa vie.
En juillet 1787, il part de Bordeaux pour l'île de Saint-Domingue, où il réalise un album de soixante dix pages de dessins au crayon, à la plume et lavis d'encre. Il voyage aussi à Ostende, parcourt la vallée du Rhin, visite le nord de l'Italie, les villes de Bergame, Vérone et Vicence.

## Collections publiques
- Paris, musée du Louvre : Paysage animé de vaches et de bergers , aquarelle et gouache sur papier[3]
- Musée des beaux-arts de Valenciennes : 
  - Paysage animé de vaches et de bergers, gouache sur papier, cachet de la collection du baron Roger Portalis[4]
  - Androclès et le lion, plume et encre brune, lavis d'encre et aquarelle sur papier[5]
  - Vue du Castello Chigi à Arricia, plume, lavis de bistre et encre de Chine sur papier[6]
  - Vue de la villa Négroni, aquarelle et encre sur papier[7]
  - Carnet de voyage, album de dessins, crayon, plume et lavis[8]
  - Paysage avec Herminie et les bergers, vers 1785, huile sur toile. Morceau de réception à l'Académie offert par l'artiste au musée des beaux-arts de Valenciennes[9]
  - Pêche du poisson nommée [sic] l'épée, huile sur toile[10]
- Eferding (Autriche), château des Starhemberg (de) : Le château de Meudon à Neder-Hembeek, 1783, G 70[11]

## Expositions
- Mai-juin 1925 : Paris, Petit Palais, « Exposition du paysage français de Poussin à Corot », Herminie chez les bergers[12]
- Du 26 mars au 22 juin 2014 : musée des beaux-arts de Valenciennes, « Olivier Le May 1734-1797, paysages animés »

## Archives
- Édouard Fromentin, manuscrit en quatre volumes, vers 1913, bibliothèque municipale de Valenciennes[13]